# Hammond (thị trấn), Wisconsin
Hammond là một thị trấn thuộc quận St. Croix, tiểu bang Wisconsin, Hoa Kỳ. Năm 2010, dân số của thị trấn này là 2.046 người.